# Хенријета Конарковска-Соколов
Хенрика (Хенријета) Конарковска-Соколов (пољ. Henrijeta Konarkowska-Sokolov; понегде: Конарковская; Иновроцлав, Пољска, 14. децембар 1938) је пољско-српска шаховска велемајсторка.

## Биографија
Била је четири пута шампионка Пољске (1958, 1960, 1963. и 1964)  и два пута првакиња Југославије (1967. и 1971.).
Хенрика Корнаковска је 1961. заузела 11. место у Врњачкој Бањи (Турнир кандидата, победила је Нона Гаприндашвили). 1964. поелила је седмо и осмо место у Сухумију (Турнир кандидата). 1965. удала се за Владимира Соколова и емигрирала у Југославију. 1967. Хенријета Конарковска-Соколов је поделила једанаесто и дванаесто место у Суботици (Турнир кандидата, победила је Ала Кушнир). 
Три пута је играла на шаховским олимпијадама (једном за Пољску и два пута за Југославију):
- 1963.на другој олимпијади у Сплиту играла је на првој табли и имала пет победа, четири пораза и један реми.
- 1969. на четвртој олимпијади у Лублину играла је на другој табли и имала пет победа, један пораз и три ремија.
- 1972. на петој олимпијади у Скопљу играла је на првој резервној табли и имала две победе и пет ремија.

На олимпијадама је освојила две појединачне бронзане медаље (1969. и 1972.).
Конарковска-Соколов је добила титулу женског међународног мајстора шаха 1962. и титулу женског велемајстора 1986. године.